# Raúl Cascaret
Raúl Cascaret Fonseca (* 20. Juni 1962 in Santiago de Cuba; † 26. März 1995 in Havanna) war ein kubanischer Ringer. Er war Weltmeister 1985 und 1986 im freien Stil im Weltergewicht.

## Werdegang
Raúl Cascaret wuchs in Santiago de Cuba auf und begann dort als Jugendlicher 1975 mit dem Ringen. Er entwickelte sich sehr schnell und rang ausschließlich im freien Stil. Der Trainer, der ihn an die kubanische und auch an die Weltelite heranführte, war Hugo Shelton Echevarria. Später wurde er in der kubanischen Nationalstaffel der Ringer auch von Pedro Val, Filiberto Delgado und Isidor Canedo trainiert. Cascaret begann bei einer Größe von 1,65 Metern im Federgewicht und wuchs im Laufe der Jahre über das Leicht- in das Weltergewicht hinein.
Seine internationale Laufbahn begann bereits im Jahre 1979, also im Alter von 17 Jahren. Er belegte in diesem Jahr im Federgewicht den 1. Platz bei den Pan Amerikanischen Junioren-Meisterschaften und den 3. Platz bei der Junioren-Weltmeisterschaft in Ulaanbaatar hinter Magomedgassan Abuschew aus der UdSSR und Simeon Schterew aus Bulgarien. Bei den Pan Amerikanischen Spielen 1979 in San Juan (Puerto Rico) belegte er hinter dem US-Amerikaner Andre Metzger den 2. Platz.
1980 kam er dann auch schon bei den Olympischen Spielen in Moskau zum Einsatz. Im Federgewicht besiegte er dort Zoltán Szalontai aus Ungarn, Jan Szymański aus Polen und Georgios Chatziioannidis aus Griechenland und unterlag gegen Miho Dukow aus Bulgarien und Magomedgassan Abuschew. Er kam dadurch auf den 4. Platz und verpasste damit den Bronzerang nur knapp. Der von ihm besiegte Georgios Chatziioannidis gewann die Bronzemedaille.
Bei der Weltmeisterschaft 1981 in Skopje rückte Cascaret in das Leichtgewicht auf. Er kam dort zu Siegen über den Chinesen Rom O In und den Mongolen Bujandelgeriin Bold und verlor gegen Andrew Rein aus den Vereinigten Staaten und You In-tak aus Südkorea. Mit diesen Ergebnissen erreichte er den 7. Platz. Im gleichen Jahr wurde er in Bukarest Studenten-Weltmeister im Leichtgewicht. Hierbei besiegte er im Finale You In-tak.
Im Jahre 1982 machte er einen großen Sprung nach vorne, denn er wurde bei der Weltmeisterschaft in Edmonton Vize-Weltmeister im Leichtgewicht. Er verlor dabei nur gegen Michail Tscharatschura aus der Sowjetunion. Eberhard Probst aus der DDR und Andre Metzger aus den Vereinigten Staaten konnte er hinter sich lassen. Einen weiteren Erfolg feierte er bei den Pan Amerikanischen Spielen 1983 in Caracas. Er siegte dort im Leichtgewicht vor dem US-Amerikaner Lonny Zalesky und Pat Sullivan aus Kanada. Bei der Weltmeisterschaft 1983 in Kiew verlor er in seinem Pool gegen Arsen Fadsajew aus der UdSSR und gegen Kamen Penew aus Bulgarien und erreichte damit nur den 3. Platz im Pool. Er konnte dadurch mit einem Sieg über den Ungarn Zoltán Szalontai im Gesamtergebnis den 5. Platz retten.
An den Olympischen Spielen des Jahres 1984 in Los Angeles konnte Cascaret nicht teilnehmen, weil die meisten der damaligen sozialistischen Staaten diese Spiele aus politischen Gründen boykottierten.
Ab 1985 startete Cascaret im Weltergewicht und es folgten nunmehr die beiden erfolgreichsten Jahre in seiner Laufbahn. 1985 wurde er in Budapest erstmals Weltmeister. Er besiegte dabei im Endkampf des Weltergewichtes den US-amerikanischen Olympiasieger von 1984 David Schultz mit 3:1 technischen Punkten. Im Jahre 1986 gelang es ihm in Budapest diesen Titel erfolgreich zu verteidigen. Er schlug dabei im Finale seinen sowjetischen Konkurrenten Adlan Varaew.
Im Jahre 1987 war Cascaret nicht mehr in der Form der Jahre 1985 und 1986. Dies zeigte sich schon bei den Pan Amerikanischen Spielen in Indianapolis, wo er im Endkampf gegen David Schultz verlor und hinter diesem den 2. Platz belegte. Noch schlechter lief es für ihn bei der Weltmeisterschaft in Clermont-Ferrand. Hier belegte er in seinem Pool nach Niederlagen gegen Uwe Westendorf aus der DDR und Adlan Varaew nur den 3. Platz. Im Kampf um den 5. Platz besiegte er Yan Kyung-jae aus Südkorea.
An den Olympischen Spielen 1988 in Seoul konnte Cascaret wiederum nicht teilnehmen. Der Grund war, dass das Kuba Fidel Castros, als einziges Land der Welt, auch diese Spiele boykottierte.
Danach startete Cascaret im Jahre 1989 noch bei den Pan Amerikanischen Meisterschaften und belegte dabei im Mittelgewicht hinter dem US-Amerikaner Royce Alger den 2. Platz.
Danach beendete er seine Laufbahn als aktiver Ringer. Er schloss sein Sportstudium ab und arbeitete in Santiago de Cuba als Ringertrainer. Raúl Cascaret, der mit der 800-Weltmeisterin von 1995 und 1997 Ana Fidelia Quirot verheiratet war, starb schon im Alter von knapp 33 Jahren bei einem Verkehrsunfall.

## Internationale Erfolge
(OS = Olympische Spiele, WM = Weltmeisterschaft, F = freier Stil, Fe = Federgewicht, Le = Leichtgewicht, We = Weltergewicht, Mi = Mittelgewicht, damals bis 62 kg, 68 kg, 74 kg u. 82 kg Körpergewicht)
- 1979, 1. Platz, Panamerikanische Meisterschaft der Junioren in Monterrey, F, Fe, vor John Selmon, USA u. Rafael Robertty, Venezuela;
- 1979, 2. Platz, Panamerikanische Spiele in San Juan (Puerto Rico), F, Fe, hinter Andre Metzger, USA u. vor John Park, Kanada, Lan Lucio, Panama u. Joaquim Maldonado, Mexiko;
- 1979, 3. Platz, Junioren-WM (Espoires) in Ulaanbaatar, F, Fe, hinter Magomedgassan Abuschew, UdSSR u. Simeon Schterew, Bulgarien, vor Kazuhito Sakae, Japan u. Jukka Rauhala, Finnland;
- 1980, 4. Platz, OS in Moskau, F, Fe, mit Siegen über Zoltán Szalontai, Ungarn, Jan Szymanski, Polen u. Georgios Chatziioannidis, Griechenland u. Niederlagen gegen Miho Dukow, Bulgarien u. Magomedgassan Abuschew;
- 1981, 1. Platz, Turnier in Preßburg, F, Le, vor Stanislaw Chilinski, Polen u. Uwe Mauksch, DDR;
- 1981, 1. Platz, Studenten-WM in Bukarest, F, Le, vor You In-tak, Südkorea, Boris Budajew, UdSSR, Öldsiibajaryn Nasandschargal, Mongolei u. Tom Nugent, USA;
- 1981, 7. Platz, WM in Skopje, F, Le, mit Siegen über Rom O In, China u. Bujandelgeriin Bold, Mongolei u. Niederlagen gegen Andrew Rein, USA u. You In-tak;
- 1982, 2. Platz, WM in Edmonton, F, Lem hinter Michail Tscharatschura, UdSSR u. vor Eberhard Probst, DDR, Andre Metzger, USA u. Zoltán Szalontai, Ungarn;
- 1983, 1. Platz, Panamerikanische Spiele in Caracas, F, Le, vor Lenny Zalesky, USA u. Pat Sullivan, Kanada;
- 1983, 5. Platz, WM in Kiew, F, Le, hinter Arsen Fadsajew, UdSSR, Bujandelgeriin Bold, Mongolei, Kamen Penew, Bulgarien u. Kokichi Sugino, Japan, vor Zoltán Szalontai;
- 1984, 3. Platz, Welt-Cup in Toledo (Ohio), F, We, hinter Wladimit Dschutow, UdSSR u. Alexander Nanew, Bulgarien, vor Leroy Kemp, USA u. Marc Mongeon, Kanada;
- 1985, 1. Platz, WM in Budapest, F, We, vor David Schultz, USA, Lodoin Enchbajar, Mongolei, Wadim Dschugoutow, UdSSR u. Pekka Rauhala, Finnland;
- 1986, 2. Platz, Welt-Cup in Toledo (Ohio), F, We, hinter Nate Carr, USA u. vor Anatoli Ponomarjew, UdSSR u. Lodoin Enchbajar;
- 1986, 1. Platz, Zentralamerik. u. Karibische Spiele in Santiago (Dom. Rep.), F, We, vor Francisco Lora, Dom. Rep. u. Jose E. Betancourt Rosario, Puerto Rico;
- 1986, 1. Platz, WM in Budapest, F, We, vor Adlan Varaew, UdSSR, David Schultz, Lodoin Enchbajar u. Claudiu Tămăduianu, Rumänien;
- 1987, 2. Platz, Panamerikanische Spiele in Indianapolis, F, We, hinter David Schultz u. vor Gary Holmes, Kanada;
- 1987, 5. Platz, WM in Clermont-Ferrand, F, We, hinter Adlan Varaew, David Schultz, Uwe Westendorf, DDR u. Yan Kyung-jae, Südkorea;
- 1989, 3. Platz, Welt-Cup in Toledo (Ohio), F, We, hinter Rico Chiapparello, USA u. Juri Worobjow, UdSSR, vor Lee Dong-woo, Südkorea u. Gary Holmes;
- 1989, 2. Platz, Panamerik. Meisterschaft in Colorado Springs, F, Mi, hinter Royce Alger, USA u. vor David Hohl, Kanada